# Бжустова (Куявсько-Поморське воєводство)
Бжустова (пол. Brzustowa) — село в Польщі, у гміні Бобровники Ліпновського повіту Куявсько-Поморського воєводства.
Населення — 52 особи (2011).

## Демографія
Демографічна структура станом на 31 березня 2011 року:
|          | Загалом | Допрацездатний вік | Працездатний вік | Постпрацездатний вік |
| -------- | ------- | ------------------ | ---------------- | -------------------- |
| Чоловіки | 27      | 8                  | 18               | 1                    |
| Жінки    | 25      | 6                  | 14               | 5                    |
| Разом    | 52      | 14                 | 32               | 6                    |